# Žan Kranjec
Žan Kranjec (Lubiana, 15 novembre 1992) è uno sciatore alpino sloveno.

## Biografia

### Stagioni 2008-2013
Žan Kranjec, nato a Lubiana, ha debuttato in gare valide ai fini del punteggio FIS il 23 novembre 2007 a Geilo in Norvegia. Tre anni dopo, l'8 marzo 2010, a Kranjska Gora ha esordito in Coppa Europa giungendo 40º in slalom gigante. Sullo stesso tracciato e nella stessa specialità ha disputato, il 5 marzo 2013, anche la sua prima gara di Coppa del Mondo senza qualificarsi per la seconda manche. Nella stessa stagione è stato presente ai Mondiali juniores di Roccaraso, durante i quali ha conquistato la medaglia d'oro nella gara a squadre e due medaglie di bronzo, nello slalom gigante e nella combinata.
Nel 2013 ha partecipato ai Mondiali di Schladming (in Austria), piazzandosi 22º nello slalom gigante, e alla rassegna iridata juniores tenutasi in Québec, aggiudicandosi nuovamente il bronzo nello slalom gigante.

### Stagioni 2014-2025
Il 3 dicembre 2013 si è aggiudicato il primo podio in Coppa Europa, piazzandosi terzo nello slalom gigante disputato a Klövsjö/Vemdalen in Svezia; in seguito ha ottenuto i primi punti in Coppa del Mondo, grazie al 23º posto conquistato nello slalom gigante della Gran Risa in Alta Badia del 22 dicembre, e la prima vittoria in Coppa Europa, il 26 gennaio a Les Menuires sempre in slalom gigante. Ai XXII Giochi olimpici invernali di Soči 2014, sua prima presenza olimpica, si è classificato 23° nello slalom gigante e non ha concluso lo slalom speciale; a fine stagione in Coppa Europa è risultato vincitore della classifica di slalom gigante. Ai Mondiali di Vail/Beaver Creek 2015 è stato 32º nello slalom speciale e non ha completato lo slalom gigante; due anni dopo, ai Mondiali di Sankt Moritz 2017, non ha completato né lo slalom gigante né lo slalom speciale.
Il 17 dicembre 2017 ha colto nello slalom gigante della Gran Risa in Alta Badia il suo primo podio in Coppa del Mondo (3°). Ai XXIII Giochi olimpici invernali di Pyeongchang 2018 si è classificato 4° nello slalom gigante, 9º nella gara a squadre e non ha completato lo slalom speciale; il 19 dicembre dello stesso anno ha ottenuto la sua prima vittoria in Coppa del Mondo, nello slalom gigante disputato a Saalbach-Hinterglemm, divenendo il primo sloveno della storia a vincere una gara maschile di questa specialità. Ai Mondiali di Åre 2019 si è piazzato 5º nello slalom gigante e 17º nello slalom speciale e a quelli di Cortina d'Ampezzo 2021 è stato 6º nello slalom gigante, 10º nello slalom parallelo e non ha completato lo slalom speciale. Ai XXIV Giochi olimpici invernali di Pechino 2022 ha vinto la medaglia d'argento nello slalom gigante, si è classificato 7º nella gara a squadre e non ha completato lo slalom speciale; ai Mondiali di Courchevel/Méribel 2023 si è piazzato 6º sia nello slalom gigante sia nel parallelo e non ha completato lo slalom speciale e quelli di Saalbach-Hinterglemm 2025 è stato 11º nello slalom gigante.

## Palmarès

### Olimpiadi
- 1 medaglia:
  - 1 argento (slalom gigante a Pechino 2022)

### Mondiali juniores
- 4 medaglie:
  - 1 oro (gara a squadre a Roccaraso 2012)
  - 3 bronzi (slalom gigante, combinata a Roccaraso 2012; slalom gigante a Québec 2013)

### Coppa del Mondo
- Miglior piazzamento in classifica generale: 11º nel 2023
- 15 podi (tutti in slalom gigante):
  - 2 vittorie
  - 2 secondi posti
  - 11 terzi posti

#### Coppa del Mondo - vittorie
| Data             | Località             | Paese    | Specialità |
| ---------------- | -------------------- | -------- | ---------- |
| 19 dicembre 2018 | Saalbach-Hinterglemm | Austria  | GS         |
| 11 gennaio 2020  | Adelboden            | Svizzera | GS         |

Legenda:

GS = slalom gigante

### Coppa Europa
- Miglior piazzamento in classifica generale: 6º nel 2014
- Vincitore della classifica di slalom gigante nel 2014
- 5 podi:
  - 2 vittorie
  - 1 secondo posto
  - 2 terzi posti

#### Coppa Europa - vittorie
| Data            | Località     | Paese   | Specialità |
| --------------- | ------------ | ------- | ---------- |
| 26 gennaio 2014 | Les Menuires | Francia | GS         |
| 27 gennaio 2014 | Les Menuires | Francia | GS         |

Legenda:

GS = slalom gigante

### Far East Cup
- Miglior piazzamento in classifica generale: 19º nel 2017
- 4 podi:
  - 2 vittorie
  - 2 secondi posti

#### Far East Cup - vittorie
| Data            | Località  | Paese         | Specialità |
| --------------- | --------- | ------------- | ---------- |
| 17 gennaio 2017 | Yongpyong | Corea del Sud | GS         |
| 19 gennaio 2017 | Yongpyong | Corea del Sud | SL         |

Legenda:

GS = slalom gigante

SL = slalom speciale

### Campionati sloveni
- 11 medaglie[2]:
  - 2 ori (slalom gigante nel 2022; slalom gigante nel 2023)
  - 6 argenti (slalom speciale nel 2011; supercombinata nel 2012; slalom gigante, slalom speciale nel 2017; slalom gigante, slalom speciale nel 2019)
  - 3 bronzi (slalom gigante nel 2011; slalom gigante nel 2013; slalom speciale nel 2018)